# St. Jakobus (Frankfurt-Harheim)

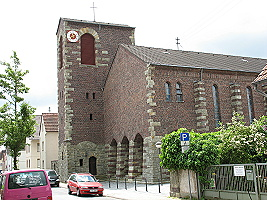
St. Jakobus (Frankfurt-Harheim)

Die römisch-katholische Kirche St. Jakobus, offiziell St. Jakobus und Bruder Konrad, steht in Harheim, einem Stadtteil von Frankfurt am Main in Hessen. Die Kirchengemeinde gehört zur Pfarrgruppe Harheim/Niedereschbach des Bistums Mainz. Kirchenpatron schon der Vorgängerkirche war und ist immer noch der heilige Jakobus der Ältere. Seit 1934 ist auch Konrad von Parzham, genannt Bruder Konrad, nach dessen Heiligsprechung Kirchenpatron. Die Kirche steht als Hessisches Kulturdenkmal unter Denkmalschutz.

## Beschreibung
Die am 25. Juni 1933 vom Mainzer Bischof Ludwig Maria Hugo geweihte Kirche löste eine barocke Vorgängerkirche aus dem Jahr 1687 ab. Dieses lediglich mit einem Dachreiter versehene Kirchengebäude war für die Ende des 19. Jahrhunderts stark angewachsene Zahl von Katholiken zu klein geworden. Das nach Plänen des Architekten Jan Hubert Pinand im Wesentlichen aus Backstein errichtete Bauwerk mit Haupt- und einem Seitenschiff ist mit einem Satteldach gedeckt. Das Portal des Seiteneingangs mit Wappen von Franz Adolf Dietrich von Ingelheim (Echter von Mespelbrunn) stammt aus der 1936 abgerissenen barocken Vorgängerkirche. 
Neben der schmuck- und fensterlosen Eingangsfassade ist der wuchtige Kirchturm mit rechteckigem Grundriss und ebenfalls mit Satteldach angebaut. Dort hängen folgende Glocken, die im Jahr 1952 von Feldmann & Marschel neu gegossen worden waren, nachdem im Zweiten Weltkrieg die Glocken zu Rüstungszwecken hatten abgegeben werden müssen:
| Glocke | Name          | Gewicht | Schlagton |
| ------ | ------------- | ------- | --------- |
| 1      | Michael       | 810 kg  | fis′      |
| 2      | Maria         | 450 kg  | a′        |
| 3      | Jakobus       | 310 kg  | h′        |
| 4      | Bruder Konrad | 215 kg  | cis″      |

Die Marienglocke dient als Angelusglocke.
Die Fenster im Inneren des Kirchenschiffs, die sich in abstrakter Form mit der Heilsgeschichte befassen, wurden von Alois Plum entworfen und 1986 eingesetzt. Die kleineren Fenster des Seitenschiffs zeigen Abbildungen zu den Anrufungen des freudenreichen Rosenkranzes.
Im Laufe des Jahres 1995 wurde der Innenraum umgestaltet. Dabei wurde der Altar nach vorne in das Kirchenschiff auf eine nur drei Stufen erhöhte Altarinsel verlegt. Der neue Altar wurde von Karl Matthäus Winter durch Umarbeitung des alten gestaltet. Die Kirchenausstattung wurde im November 1997 durch den Einbau des Tabernakels in die ebenfalls von Winter gestaltete Tabernakelwand an der Rückwand des Hochchors vollendet. 
Eine erste Orgel mit neun Registern wurde 1951 gebraucht erworben, nachdem man sich 18 Jahre lang mit einem Harmonium für die Begleitung des Gemeindegesangs begnügen musste. Sie wurde bis 1970 benutzt. 1971 konnte dann eine neue von den Gebrüdern Hillebrand gebaute Orgel mit 22 Registern und 1.781 Pfeifen geweiht werden.